# Lista samolotów i śmigłowców według daty pierwszego lotu
Lista obejmuje samoloty i śmigłowce (w tym zmiennopłaty), zarówno załogowe, jak i bezzałogowe o masie startowej przekraczającej 450 kilogramów oraz opcjonalnie pilotowane, pomija jednak samoloty ultralekkie i tak zwane kitplane’y, czyli samoloty do samodzielnego montażu przez właściciela.
W przypadku, gdy dostępne źródła podają jedynie miesiąc i rok pierwszego lotu, maszynę umieszczono jako ostatnią oblataną w danym miesiącu (oblataną ostatniego dnia miesiąca), jeśli zaś znany jest jedynie rok – jako ostatnią oblataną w danym roku. W przypadku tych samych dat zastosowano kolejność alfabetyczną.

## 1901–1910
| Data lotu        | Nazwa                                    | Kraj macierzysty        | Zdjęcie | Źródło/Uwagi |
| ---------------- | ---------------------------------------- | ----------------------- | ------- | ------------ |
| 17 grudnia 1903  | Wright Flyer                             | Stany Zjednoczone       |         | [ 1 ]        |
| 13 września 1906 | Santos-Dumont 14-bis                     | Brazylia                |         | [ 2 ]        |
| październik 1908 | Antoinette IV                            | III Republika Francuska |         | [ 3 ]        |
| 23 stycznia 1909 | Blériot XI                               | III Republika Francuska |         | [ 4 ]        |
| kwiecień 1909    | Farman III (dwupłatowiec Farmana z 1909) | III Republika Francuska |         | [ 5 ]        |
| 21 maja 1909     | Blériot XII                              | III Republika Francuska |         | [ 6 ]        |
| 30 lipca 1910    | Bristol Boxkite                          | Wielka Brytania         |         | [ 7 ]        |
| 10 września 1910 | Royal Aircraft Factory F.E.1             | Wielka Brytania         |         | [ 8 ]        |

## 1911–1920
| Data lotu         | Nazwa                        | Kraj macierzysty        | Zdjęcie | Źródło/Uwagi          |
| ----------------- | ---------------------------- | ----------------------- | ------- | --------------------- |
| 25 września 1911  | samolot Cywiński Zbierański  | Królestwo Polskie       |         | [ 9 ]                 |
| 13 maja 1913      | Russkij witiaz’              | Imperium Rosyjskie      |         | [ 10 ]                |
| kwiecień 1916     | Albatros D.I                 | Cesarstwo Niemieckie    |         | [ 11 ]                |
| maj 1916          | SPAD S.VII                   | III Republika Francuska |         | [ 12 ]                |
| 9 września 1916   | Bristol F.2 Fighter          | Wielka Brytania         |         | [ 13 ]                |
| 26 września 1916  | Albatros D.III               | Cesarstwo Niemieckie    |         | [ 14 ]                |
| 21 listopada 1916 | Breguet 14                   | III Republika Francuska |         | [ 15 ]                |
| 22 listopada 1916 | Royal Aircraft Factory S.E.5 | Wielka Brytania         |         | [ 16 ]                |
| 22 grudnia 1916   | Sopwith Camel                | Wielka Brytania         |         | [ 17 ]                |
| 19 marca 1917     | Ansaldo SVA                  | Królestwo Włoch         |         | Pilot: Mario Stoppani |
| 30 listopada 1917 | Vickers Vimy                 | Wielka Brytania         |         | [ 19 ]                |

## 1921–1930
| Data lotu            | Nazwa                          | Kraj macierzysty        | Zdjęcie | Źródło/Uwagi             |
| -------------------- | ------------------------------ | ----------------------- | ------- | ------------------------ |
| marzec 1922          | Breguet 19                     | III Republika Francuska |         | [ 20 ]                   |
| lipiec 1923          | Hawker Duiker                  | Wielka Brytania         |         | [ 21 ]                   |
| 22 lutego 1925       | De Havilland DH.60 Moth        | Wielka Brytania         |         | [ 22 ]                   |
| wrzesień 1926        | Blackburn Iris                 | Wielka Brytania         |         | [ 23 ]                   |
| luty 1927            | Boulton Paul Bittern           | Wielka Brytania         |         | [ 24 ]                   |
| 28 kwietnia 1927     | Ryan NYP / Spirit of St. Louis | Stany Zjednoczone       |         | [ 25 ]                   |
| 17 maja 1927         | Bristol Bulldog                | Wielka Brytania         |         | [ 26 ]                   |
| 26 lutego 1928       | BFW M 20                       | Rzesza Niemiecka        |         | [ 27 ]                   |
| marzec 1928          | Lublin R.VIII                  | II Rzeczpospolita       |         | [ 28 ]                   |
| czerwiec 1928        | Hawker Hart                    | Wielka Brytania         |         | [ 29 ]                   |
| sierpień 1928        | Heath Baby Bullet              | Stany Zjednoczone       |         | [ 30 ]                   |
| 1 lutego 1929        | Lublin R.X                     | II Rzeczpospolita       |         | [ 31 ]                   |
| sierpień 1929        | PZL P.1                        | II Rzeczpospolita       |         | Pilot: Bolesław Orliński |
| 13 października 1930 | Junkers Ju 52                  | Rzesza Niemiecka        |         | [ 33 ]                   |
| październik 1930     | PZL P.7                        | II Rzeczpospolita       |         | [ 34 ]                   |

## 1931–1940
| Data lotu            | Nazwa                        | Kraj macierzysty        | Zdjęcie | Źródło/Uwagi                   |
| -------------------- | ---------------------------- | ----------------------- | ------- | ------------------------------ |
| 12 kwietnia 1931     | Amiot 143                    | III Republika Francuska |         | Jako Amiot 140                 |
| sierpień 1931        | PZL P.11                     | II Rzeczpospolita       |         | [ 36 ]                         |
| 13 sierpnia 1932     | Granville R-1 „Gee Bee”      | Stany Zjednoczone       |         | [ 37 ]                         |
| maj 1933             | Mitsubishi Ki-2              | Cesarstwo Japonii       |         | [ 38 ]                         |
| 1 czerwca 1933       | Douglas DC-1                 | Stany Zjednoczone       |         | [ 39 ]                         |
| 30 grudnia 1933      | I-16                         | ZSRR                    |         | [ 40 ]                         |
| 11 maja 1934         | Douglas DC-2                 | Stany Zjednoczone       |         | [ 39 ]                         |
| 13 czerwca 1934      | Messerschmitt Bf 108         | III Rzesza              |         | [ 41 ]                         |
| 1 października 1934  | Savoia-Marchetti SM.79       | Włochy                  |         | [ 42 ]                         |
| 17 listopada 1934    | Heinkel He 111               | III Rzesza              |         | [ 43 ]                         |
| 23 listopada 1934    | Dornier Do 17                | III Rzesza              |         | [ 44 ]                         |
| 12 kwietnia 1935     | Bristol Blenheim             | Wielka Brytania         |         | [ 45 ]                         |
| 28 maja 1935         | Messerschmitt Bf 109         | III Rzesza              |         | [ 46 ]                         |
| 16 czerwca 1935      | ANT-37                       | ZSRR                    |         | [ 47 ]                         |
| 17 września 1935     | Junkers Ju 87                | III Rzesza              |         | [ 48 ]                         |
| 6 listopada 1935     | Hawker Hurricane             | Wielka Brytania         |         | [ 49 ]                         |
| 17 grudnia 1935      | Douglas DC-3                 | Stany Zjednoczone       |         | [ 39 ]                         |
| 5 marca 1936         | Supermarine Spitfire         | Wielka Brytania         |         | [ 50 ]                         |
| 17 marca 1936        | Armstrong Whitworth Whitley  | Wielka Brytania         |         | [ 51 ]                         |
| 12 maja 1936         | Messerschmitt Bf 110         | III Rzesza              |         | [ 52 ]                         |
| 15 czerwca 1936      | Vickers Wellington           | Wielka Brytania         |         | [ 53 ]                         |
| 21 czerwca 1936      | Handley Page Hampden         | Wielka Brytania         |         | [ 54 ]                         |
| 18 lipca 1936        | Caudron CR.714               | III Republika Francuska |         | [ 55 ]                         |
| 13 grudnia 1936      | PZL.37 Łoś                   | II Rzeczpospolita       |         | [ 56 ]                         |
| 21 grudnia 1936      | Junkers Ju 88                | III Rzesza              |         | [ 57 ]                         |
| 15 stycznia 1937     | Beechcraft Model 18          | Stany Zjednoczone       |         | [ 58 ]                         |
| 25 sierpnia 1937     | Su-2                         | ZSRR                    |         | [ 59 ]                         |
| 16 października 1937 | Fokker T.V                   | Holandia                |         | [ 60 ]                         |
| 2 grudnia 1937       | Brewster Buffalo             | Stany Zjednoczone       |         | [ 61 ]                         |
| 24 grudnia 1937      | Macchi MC.200                | Włochy                  |         | [ 62 ]                         |
| grudzień 1937        | Gloster F.5/34               | Wielka Brytania         |         | [ 63 ]                         |
| 12 marca 1938        | PZL.44 Wicher                | II Rzeczpospolita       |         | [ 64 ]                         |
| 6 kwietnia 1938      | Bell P-39 Airacobra          | Stany Zjednoczone       |         | [ 65 ]                         |
| 2 października 1938  | Dewoitine D.520              | III Republika Francuska |         | [ 66 ]                         |
| 15 października 1938 | Bristol Beaufort             | Wielka Brytania         |         | [ 67 ]                         |
| 14 października 1938 | Curtiss P-40 Warhawk         | Stany Zjednoczone       |         | [ 68 ]                         |
| 1 czerwca 1939       | Focke-Wulf Fw 190            | III Rzesza              |         | [ 69 ]                         |
| 17 lipca 1939        | Bristol Beaufighter          | Wielka Brytania         |         | [ 70 ]                         |
| 5 września 1939      | Messerschmitt Me 210         | III Rzesza              |         | [ 71 ]                         |
| 6 października 1939  | Hawker Typhoon               | Wielka Brytania         |         | [ 72 ]                         |
| 25 października 1939 | Handley Page Halifax         | Wielka Brytania         |         | [ 73 ]                         |
| 13 stycznia 1940     | Jak-1                        | ZSRR                    |         | Oblatywacz: Julian Piontkowski |
| 18 maja 1940         | Saab 17                      | Szwecja                 |         | [ 75 ]                         |
| 19 sierpnia 1940     | North American B-25 Mitchell | Stany Zjednoczone       |         | [ 76 ]                         |
| 26 października 1940 | North American P-51 Mustang  | Stany Zjednoczone       |         | [ 77 ]                         |
| 25 listopada 1940    | Martin B-26 Marauder         | Stany Zjednoczone       |         | [ 78 ]                         |

## 1941–1950
| Data lotu        | Nazwa                     | Kraj macierzysty  | Zdjęcie | Źródło/Uwagi                                                                      |
| ---------------- | ------------------------- | ----------------- | ------- | --------------------------------------------------------------------------------- |
| 11 stycznia 1941 | I-185                     | ZSRR              |         | [ 79 ]                                                                            |
| styczeń 1941     | Tu-2                      | ZSRR              |         | [ 80 ]                                                                            |
| 13 lutego 1941   | Messerschmitt Me 163      | III Rzesza        |         | Pierwszy lot wykonano bez silnika, samolot wyciągnięto w powietrze jako szybowiec |
| maj 1941         | Aeronca 7 Champion        | Stany Zjednoczone |         | [ 82 ]                                                                            |
| 1 sierpnia 1941  | Grumman TBF Avenger       | Stany Zjednoczone |         | [ 83 ]                                                                            |
| 26 czerwca 1942  | Grumman F6F Hellcat       | Stany Zjednoczone |         | Pilot: Selden Converse                                                            |
| 5 marca 1943     | Gloster Meteor            | Wielka Brytania   |         | [ 85 ]                                                                            |
| 30 lipca 1943    | Arado Ar 234              | III Rzesza        |         | [ 86 ]                                                                            |
| 7 sierpnia 1945  | Nakajima J9Y              | Cesarstwo Japonii |         | Pilot: Susumu Takaoka                                                             |
| 8 grudnia 1945   | Bell 47                   | Stany Zjednoczone |         | [ 88 ]                                                                            |
| 22 grudnia 1945  | Beechcraft Bonanza        | Stany Zjednoczone |         | [ 89 ]                                                                            |
| 1945             | Aeronca 11 Chief          | Stany Zjednoczone |         | [ 90 ]                                                                            |
| 1945             | Auster J                  | Wielka Brytania   |         | [ 91 ]                                                                            |
| 31 sierpnia 1947 | An-2                      | ZSRR              |         | [ 92 ]                                                                            |
| 28 lutego 1949   | Dassault MD 450 Ouragan   | Francja           |         | [ 93 ]                                                                            |
| 19 stycznia 1950 | Avro Canada CF-100 Canuck | Kanada            |         | [ 94 ]                                                                            |
| 20 września 1950 | Ił-14                     | ZSRR              |         | [ 95 ]                                                                            |

## 1951–1960
| Data lotu            | Nazwa                       | Kraj macierzysty  | Zdjęcie | Źródło/Uwagi                                                                       |
| -------------------- | --------------------------- | ----------------- | ------- | ---------------------------------------------------------------------------------- |
| 23 lutego 1951       | Dassault Mystère            | Francja           |         | [ 96 ]                                                                             |
| 31 lipca 1951        | SNCASE SE.3120 Alouette     | Francja           |         | [ 97 ]                                                                             |
| 30 sierpnia 1952     | Avro Vulcan                 | Wielka Brytania   |         | [ 98 ]                                                                             |
| 3 listopada 1952     | Saab 32 Lansen              | Szwecja           |         | [ 99 ]                                                                             |
| 29 września 1954     | McDonnell F-101 Voodoo      | Stany Zjednoczone |         | [ 100 ]                                                                            |
| 12 marca 1955        | Aérospatiale Alouette II    | Francja           |         | [ 101 ]                                                                            |
| 22 października 1956 | Bell UH-1 Iroquois Bell 204 | Stany Zjednoczone |         | Prototyp nosił oznaczenie XH-40                                                    |
| 1956                 | Ayres Thrush                | Stany Zjednoczone |         | W okresie pierwszego lotu samolot nosił oznaczenie Snow S2                         |
| 4 lipca 1957         | Ił-18                       | ZSRR              |         | Oblatywacze: bracia Konstantin i Władimir Kokkinaki                                |
| 16 grudnia 1957      | An-12                       | ZSRR              |         | [ 105 ]                                                                            |
| marzec 1958          | An-14                       | ZSRR              |         | [ 106 ]                                                                            |
| 28 sierpnia 1958     | Beechcraft Queen Air        | Stany Zjednoczone |         | [ 107 ]                                                                            |
| 28 lutego 1959       | Aérospatiale Alouette III   | Francja           |         | [ 108 ]                                                                            |
| 20 maja 1959         | Aérospatiale N 262          | Francja           |         | W okresie pierwszego lotu samolot był znany jako Max Holste MH.250 Super Broussard |
| 1959                 | Aero Boero AB-95            | Argentyna         |         | [ 110 ]                                                                            |
| 5 lutego 1960        | PZL TS-11 Iskra             | Polska            |         | [ 111 ]                                                                            |
| kwiecień 1960        | An-24                       | ZSRR              |         | [ 112 ]                                                                            |

## 1961–1970
| Data lotu            | Nazwa                           | Kraj macierzysty          | Zdjęcie | Źródło/Uwagi           |
| -------------------- | ------------------------------- | ------------------------- | ------- | ---------------------- |
| 21 czerwca 1961      | Aviation Traders ATL-98 Carvair | Wielka Brytania           |         | [ 113 ]                |
| 15 sierpnia 1961     | Beagle B.206                    | Wielka Brytania           |         | [ 114 ]                |
| 12 października 1961 | Dassault Mirage IV              | Francja                   |         | [ 115 ]                |
| październik 1961     | Beechcraft Musketeer            | Stany Zjednoczone         |         | [ 116 ]                |
| 8 grudnia 1962       | Bell 206                        | Stany Zjednoczone         |         | [ 117 ]                |
| maj 1964             | American Champion Citabria      | Stany Zjednoczone         |         | [ 118 ]                |
| 19 grudnia 1963      | BAC One-Eleven                  | Wielka Brytania           |         | [ 119 ]                |
| 15 lipca 1964        | SIAI-Marchetti SF.260           | Włochy                    |         | [ 120 ]                |
| 22 grudnia 1964      | Lockheed SR-71 Blackbird        | Stany Zjednoczone         |         | [ 121 ]                |
| 27 lutego 1965       | An-22                           | ZSRR                      |         | [ 122 ]                |
| 15 kwietnia 1965     | Aérospatiale SA 330 Puma        | Francja                   |         | [ 123 ]                |
| lipiec 1966          | Beechcraft Model 99             | Stany Zjednoczone         |         | [ 124 ]                |
| 29 grudnia 1966      | Beechcraft Duke                 | Stany Zjednoczone         |         | [ 125 ]                |
| 3 marca 1967         | Be-30                           | ZSRR                      |         | [ 126 ]                |
| 7 kwietnia 1967      | Aérospatiale Gazelle            | Francja                   |         | [ 127 ]                |
| 8 kwietnia 1967      | Beagle B.121 Pup                | Wielka Brytania           |         | [ 128 ]                |
| 23 maja 1967         | Hawker Siddeley Nimrod          | Wielka Brytania           |         | [ 129 ]                |
| sierpień 1967        | An-30                           | ZSRR                      |         | [ 130 ]                |
| 30 czerwca 1968      | Lockheed C-5 Galaxy             | Stany Zjednoczone         |         | [ 131 ]                |
| 2 marca 1969         | Concorde                        | Francja · Wielka Brytania |         | [ 132 ]                |
| kwiecień 1969        | Bell UH-1N Twin Huey Bell 212   | Stany Zjednoczone         |         | [ 133 ]                |
| 21 maja 1969         | An-26                           | ZSRR                      |         | [ 134 ]                |
| 20 sierpnia 1969     | FMA IA 58 Pucará                | Argentyna                 |         | [ 135 ]                |
| wrzesień 1969        | An-28                           | ZSRR                      |         | Pod oznaczeniem An-14M |
| 16 lipca 1970        | Aérospatiale Corvette           | Francja                   |         | [ 137 ]                |
| 21 grudnia 1970      | Grumman F-14 Tomcat             | Stany Zjednoczone         |         | [ 138 ]                |
| 25 grudnia 1970      | Xi’an Y-7                       | Chiny                     |         | [ 139 ]                |

## 1971–1980
| Data lotu            | Nazwa                                 | Kraj macierzysty                  | Zdjęcie | Źródło/Uwagi                                                                      |
| -------------------- | ------------------------------------- | --------------------------------- | ------- | --------------------------------------------------------------------------------- |
| 21 marca 1971        | CASA C-212 Aviocar                    | Hiszpania                         |         | [ 140 ]                                                                           |
| 4 sierpnia 1971      | Agusta A109                           | Włochy                            |         | [ 141 ]                                                                           |
| 21 stycznia 1972     | Lockheed S-3 Viking                   | Stany Zjednoczone                 |         | [ 142 ]                                                                           |
| 2 czerwca 1972       | Aérospatiale SA 360 Dauphin           | Francja                           |         | [ 143 ]                                                                           |
| 28 października 1972 | Airbus A300                           | Unia Europejska                   |         | [ 144 ]                                                                           |
| 27 lipca 1972        | McDonnell Douglas F-15 Eagle          | Stany Zjednoczone                 |         | [ 145 ]                                                                           |
| 2 lutego 1974        | General Dynamics F-16 Fighting Falcon | Stany Zjednoczone                 |         | Samolot po raz pierwszy przypadkowo wzniósł się w powietrze 20 stycznia 1974 roku |
| 14 sierpnia 1974     | Panavia Tornado                       | Niemcy · Wielka Brytania · Włochy |         | [ 147 ]                                                                           |
| wrzesień 1974        | Beechcraft Duchess                    | Stany Zjednoczone                 |         | [ 148 ]                                                                           |
| 23 grudnia 1974      | Rockwell B-1 Lancer                   | Stany Zjednoczone                 |         | Dotyczy wersji B-1A. Maszynę w wersji B-1B oblatano 18 października 1984 roku     |
| grudzień 1974        | Shaanxi Y-8                           | Chiny                             |         | [ 150 ]                                                                           |
| 24 stycznia 1975     | Eurocopter Dauphin                    | Francja                           |         | [ 151 ]                                                                           |
| 22 lutego 1975       | Su-25                                 | ZSRR                              |         | [ 152 ]                                                                           |
| 16 września 1975     | MiG-31                                | ZSRR                              |         | Pilot: Aleksandr Wasiljewicz Fiedotow                                             |
| 30 września 1975     | Boeing AH-64 Apache                   | Stany Zjednoczone                 |         | [ 154 ]                                                                           |
| lipiec 1976          | An-32                                 | ZSRR                              |         | [ 155 ]                                                                           |
| sierpień 1976        | Bell 222                              | Stany Zjednoczone                 |         | [ 156 ]                                                                           |
| luty 1977            | Bell 214ST                            | Stany Zjednoczone                 |         | [ 157 ]                                                                           |
| 20 maja 1977         | Su-27                                 | ZSRR                              |         | [ 158 ]                                                                           |
| 31 sierpnia 1977     | An-72                                 | ZSRR                              |         | [ 159 ]                                                                           |
| 10 marca 1978        | Dassault Mirage 2000                  | Francja                           |         | [ 160 ]                                                                           |
| wrzesień 1978        | Beechcraft Skipper                    | Stany Zjednoczone                 |         | [ 161 ]                                                                           |
| 10 kwietnia 1979     | Westland 30                           | Wielka Brytania                   |         | [ 162 ]                                                                           |
| 18 maja 1979         | Piper PA-42 Cheyenne                  | Stany Zjednoczone                 |         | [ 163 ]                                                                           |
| 13 czerwca 1979      | MBB/Kawasaki BK 117                   | Niemcy · Japonia                  |         | [ 164 ]                                                                           |
| 27 lipca 1979        | Rockwell HiMAT                        | Stany Zjednoczone                 |         | [ 165 ]                                                                           |
| sierpień 1979        | Bell 412                              | Stany Zjednoczone                 |         | [ 166 ]                                                                           |
| 18 października 1979 | McDonnell Douglas MD-80               | Stany Zjednoczone                 |         | [ 167 ]                                                                           |
| 30 listopada 1979    | Piper PA-46 Malibu                    | Stany Zjednoczone                 |         | [ 168 ]                                                                           |
| 12 grudnia 1979      | Sikorsky SH-60 Seahawk                | Stany Zjednoczone                 |         | [ 169 ]                                                                           |
| 14 grudnia 1979      | Edgley Optica                         | Wielka Brytania                   |         | [ 170 ]                                                                           |
| 21 grudnia 1979      | NASA AD-1                             | Stany Zjednoczone                 |         | [ 171 ]                                                                           |
| 22 grudnia 1979      | Socata TB 30 Epsilon                  | Francja                           |         | [ 172 ]                                                                           |
| 1979                 | Gossamer Albatross                    | Stany Zjednoczone                 |         | [ 173 ]                                                                           |
| 28 marca 1980        | British Aerospace Jetstream           | Wielka Brytania                   |         | [ 174 ]                                                                           |
| 26 września 1980     | Shanghai Y-10                         | Chiny                             |         | [ 175 ]                                                                           |
| wrzesień 1980        | AIDC AT-3A Tzu-chung                  | Tajwan                            |         | [ 176 ]                                                                           |
| 1980                 | Antonow An-3                          | ZSRR                              |         | [ 177 ]                                                                           |

## 1981–1990
| Data lotu            | Nazwa                       | Kraj macierzysty           | Zdjęcie | Źródło/Uwagi                                                                       |
| -------------------- | --------------------------- | -------------------------- | ------- | ---------------------------------------------------------------------------------- |
| 26 września 1981     | Boeing 767                  | Stany Zjednoczone          |         |                                                                                    |
| 19 lutego 1982       | Boeing 757                  | Stany Zjednoczone          |         |                                                                                    |
| 3 kwietnia 1982      | Airbus A310                 | Unia Europejska            |         | [ 178 ]                                                                            |
| 6 maja 1982          | PZL W-3 Sokół               | Polska                     |         | Nieoficjalnie po raz pierwszy Sokół wzniósł się nad ziemię 16 listopada 1979 roku. |
| 10 listopada 1982    | Mi-28                       | ZSRR                       |         | [ 179 ]                                                                            |
| 26 grudnia 1982      | An-124                      | ZSRR                       |         | [ 180 ]                                                                            |
| 29 września 1983     | An-74                       | ZSRR                       |         | Pod oznaczeniem An-72A                                                             |
| 11 listopada 1983    | CASA CN-235                 | Hiszpania                  |         |                                                                                    |
| 16 sierpnia 1984     | ATR 42                      | Francja · Włochy           |         | [ 182 ]                                                                            |
| 6 października 1984  | FMA IA 63 Pampa             | Argentyna                  |         | [ 183 ]                                                                            |
| 21 grudnia 1985      | IAR 99                      | Rumunia                    |         | [ 184 ]                                                                            |
| 28 grudnia 1985      | Fokker 50                   | Holandia                   |         | [ 185 ]                                                                            |
| 26 lutego 1986       | Beechcraft Starship         | Stany Zjednoczone          |         | [ 186 ]                                                                            |
| 4 lipca 1986         | Dassault Rafale             | Francja                    |         | [ 187 ]                                                                            |
| 23 września 1986     | Piaggio P.180 Avanti        | Włochy                     |         | [ 188 ]                                                                            |
| 30 września 1986     | Aero L-59 Super Albatros    | Czechosłowacja             |         | [ 189 ]                                                                            |
| 30 listopada 1986    | Fokker 100                  | Holandia                   |         | [ 190 ]                                                                            |
| 8 grudnia 1986       | Be-42 (A-40)                | ZSRR                       |         | [ 191 ]                                                                            |
| 31 grudnia 1986      | IAI Lawi                    | Izrael                     |         | [ 192 ]                                                                            |
| 1986                 | Aviat Husky                 | Stany Zjednoczone          |         | [ 193 ]                                                                            |
| 22 lutego 1987       | Airbus A320                 | Unia Europejska            |         | [ 185 ]                                                                            |
| 9 marca 1987         | Jak-141                     | ZSRR                       |         | [ 194 ]                                                                            |
| 30 kwietnia 1987     | Promavia F.1300 Jet Squalus | Belgia                     |         | [ 195 ]                                                                            |
| 10 czerwca 1987      | Boeing Model 360            | Stany Zjednoczone          |         | [ 196 ]                                                                            |
| 24 czerwca 1987      | G-500 Egrett                | Niemcy                     |         | [ 197 ]                                                                            |
| sierpień 1987        | Mitsubishi H-60             | Japonia                    |         | [ 198 ]                                                                            |
| 9 października 1987  | EH101                       | Wielka Brytania · Włochy   |         | [ 199 ]                                                                            |
| 21 kwietnia 1988     | Boeing 747-400              | Stany Zjednoczone          |         | [ 200 ]                                                                            |
| 14 czerwca 1988      | Schweizer 330               | Stany Zjednoczone          |         | [ 201 ]                                                                            |
| 28 czerwca 1988      | Su-35                       | ZSRR                       |         | [ 202 ]                                                                            |
| 14 lipca 1988        | SOCATA TBM 700              | Francja                    |         | [ 203 ]                                                                            |
| 15 października 1988 | MBB Bo 108                  | Niemcy                     |         | [ 204 ]                                                                            |
| 27 października 1988 | ATR 72                      | Francja · Włochy           |         | [ 205 ]                                                                            |
| 9 grudnia 1988       | Saab JAS 39 Gripen          | Szwecja                    |         | [ 206 ]                                                                            |
| 12 grudnia 1988      | CMC Leopard                 | Wielka Brytania            |         | [ 207 ]                                                                            |
| 21 grudnia 1988      | An-225 Mrija                | ZSRR                       |         | [ 208 ]                                                                            |
| 28 grudnia 1988      | Let L-610                   | Czechosłowacja             |         | [ 209 ]                                                                            |
| 2 stycznia 1989      | Tu-204                      | ZSRR                       |         | [ 210 ]                                                                            |
| 11 stycznia 1989     | AASI Jetcruzer              | Stany Zjednoczone          |         | [ 211 ]                                                                            |
| 18 marca 1989        | Bell-Boeing V-22 Osprey     | Stany Zjednoczone          |         | [ 212 ]                                                                            |
| 28 maja 1989         | AIDC F-CK-1 Ching-Kuo       | Tajwan                     |         | [ 213 ]                                                                            |
| 17 lipca 1989        | Northrop B-2 Spirit         | Stany Zjednoczone          |         | [ 214 ]                                                                            |
| 7 października 1989  | Enstrom 480                 | Stany Zjednoczone          |         | [ 215 ]                                                                            |
| grudzień 1989        | Su-30                       | ZSRR                       |         | [ 216 ]                                                                            |
| 10 stycznia 1990     | McDonnell Douglas MD-11     | Stany Zjednoczone          |         | [ 217 ]                                                                            |
| 15 stycznia 1990     | Denel AH-2 Rooivalk         | Południowa Afryka          |         | [ 218 ]                                                                            |
| 19 lutego 1990       | Scaled Composites ARES      | Stany Zjednoczone          |         | [ 219 ]                                                                            |
| 29 marca 1990        | Ił-114                      | ZSRR                       |         | [ 220 ]                                                                            |
| 27 sierpnia 1990     | Northrop YF-23              | Stany Zjednoczone          |         | Pilot: Paul Metz                                                                   |
| 18 lipca 1990        | Embraer/FMA CBA 123 Vector  | Brazylia                   |         | [ 222 ]                                                                            |
| 29 września 1990     | YF-22 Raptor                | Stany Zjednoczone          |         | Pilot: Dave Ferguson                                                               |
| 11 października 1990 | Rockwell-MBB X-31           | Stany Zjednoczone · Niemcy |         | [ 224 ]                                                                            |
| 21 listopada 1990    | Hongdu JL-8                 | Chiny                      |         | [ 225 ]                                                                            |

## 1991–2000
| Data lotu            | Nazwa                             | Kraj macierzysty                              | Zdjęcie | Źródło/Uwagi |
| -------------------- | --------------------------------- | --------------------------------------------- | ------- | --- |
| 13 lutego 1991       | Sino Swearingen SJ-30             | Stany Zjednoczone                             |         | [ 226 ] |
| 27 kwietnia 1991     | Eurocopter Tiger                  | Unia Europejska                               |         | [ 227 ] |
| 29 kwietnia 1991     | Cessna CitationJet                | Stany Zjednoczone                             |         | [ 228 ] |
| 10 maja 1991         | Bombardier Canadair Regional Jet  | Kanada                                        |         | [ 229 ] |
| 31 maja 1991         | Pilatus PC-12                     | Szwajcaria                                    |         | [ 230 ] |
| 15 września 1991     | Boeing C-17 Globemaster III       | Stany Zjednoczone                             |         | [ 231 ] |
| 25 października 1991 | Airbus A340                       | Unia Europejska                               |         | [ 232 ] |
| 26 marca 1992        | Saab 2000                         | Szwecja                                       |         | [ 233 ] |
| 20 sierpnia 1992     | HAL Dhruv                         | Indie                                         |         | Oficjalny oblot miał miejsce 23 sierpnia 1992 roku.                                                                                 |
| 2 listopada 1992     | Airbus A330                       | Unia Europejska                               |         | [ 235 ] |
| 22 lutego 1993       | McDonnell Douglas MD-90           | Stany Zjednoczone                             |         | [ 236 ] |
| 11 marca 1993        | Airbus A321                       | Unia Europejska                               |         | [ 237 ] |
| 4 kwietnia 1993      | Fokker 70                         | Holandia                                      |         | [ 238 ] |
| 24 lipca 1993        | PZL M28                           | Polska                                        |         | [ 239 ] |
| 18 grudnia 1993      | Su-34                             | Rosja                                         |         | Pierwszy prototyp Su-34, będący w istocie przebudowanym Su-27UB i oznaczony Su-27IB, wzniósł się w powietrze 13 kwietnia 1990 roku. |
| 21 grudnia 1993      | Cessna Citation X                 | Stany Zjednoczone                             |         | [ 241 ] |
| 15 lutego 1994       | Eurocopter EC135                  | Unia Europejska                               |         | [ 204 ] |
| 27 marca 1994        | Eurofighter Typhoon               | Hiszpania · Niemcy · Wielka Brytania · Włochy |         | [ 242 ] |
| 12 czerwca 1994      | Boeing 777                        | Stany Zjednoczone                             |         | [ 243 ] |
| 23 czerwca 1994      | An-38                             | Ukraina                                       |         | [ 244 ] |
| 13 września 1994     | Airbus Beluga                     | Unia Europejska                               |         | [ 245 ] |
| 25 października 1994 | Bell 430                          | Stany Zjednoczone                             |         | [ 246 ] |
| 16 grudnia 1994      | An-70                             | Rosja                                         |         | [ 247 ] |
| 31 marca 1995        | Cirrus SR20                       | Stany Zjednoczone                             |         | [ 248 ] |
| 31 marca 1995        | Grob Strato 2C                    | Niemcy                                        |         | [ 249 ] |
| 9 czerwca 1995       | Eurocopter EC120 Colibri          | Unia Europejska                               |         | [ 250 ] |
| czerwiec 1995        | Bell 407                          | Stany Zjednoczone                             |         | [ 251 ] |
| 11 sierpnia 1995     | Embraer ERJ 145                   | Brazylia                                      |         | [ 252 ] |
| 25 sierpnia 1995     | Airbus A319                       | Unia Europejska                               |         | [ 253 ] |
| 7 października 1995  | Learjet 45                        | Kanada                                        |         | [ 254 ] |
| 7 października 1995  | Mitsubishi F-2                    | Japonia                                       |         | [ 255 ] |
| 28 listopada 1995    | Gulfstream V                      | Stany Zjednoczone                             |         | [ 256 ] |
| 29 listopada 1995    | Boeing F/A-18E/F Super Hornet     | Stany Zjednoczone                             |         | [ 257 ] |
| 1 grudnia 1995       | Air Tractor AT-602                | Stany Zjednoczone                             |         | [ 258 ] |
| 1995                 | Agusta A119                       | Włochy                                        |         | [ 259 ] |
| 4 stycznia 1996      | Boeing-Sikorsky RAH-66 Comanche   | Stany Zjednoczone                             |         | [ 260 ] |
| 29 lutego 1996       | Cessna Citation Excel             | Stany Zjednoczone                             |         | [ 261 ] |
| 16 marca 1996        | MiG-AT                            | Rosja                                         |         | [ 262 ] |
| 29 marca 1996        | Lockheed Martin RQ-3 DarkStar     | Stany Zjednoczone                             |         | [ 263 ] |
| 23 kwietnia 1996     | Extra EA-400                      | Niemcy                                        |         | [ 264 ] |
| 26 kwietnia 1996     | Jak-130                           | Rosja                                         |         | [ 265 ] |
| 1 maja 1996          | General Atomics ALTUS II          | Stany Zjednoczone                             |         | [ 266 ] |
| 17 czerwca 1996      | Airbus A319                       | Unia Europejska                               |         | [ 267 ] |
| 19 czerwca 1996      | Rutan Boomerang                   | Stany Zjednoczone                             |         | [ 268 ] |
| 29 lipca 1996        | Mitsubishi MH2000                 | Japonia                                       |         | [ 269 ] |
| 6 sierpnia 1996      | Kawasaki OH-1                     | Japonia                                       |         | [ 270 ] |
| 11 września 1996     | Boeing Bird of Prey               | Stany Zjednoczone                             |         | [ 271 ] |
| 29 października 1996 | PZL SW-4                          | Polska                                        |         | [ 272 ] |
| 29 listopada 1996    | Tu-144LL                          | Rosja                                         |         | [ 273 ] |
| luty 1997            | MiG-35                            | Rosja                                         |         | [ 274 ] |
| 7 września 1997      | Lockheed F-22 Raptor              | Stany Zjednoczone                             |         | [ 275 ] |
| 17 września 1997     | An-140                            | Ukraina                                       |         | [ 276 ] |
| wrzesień 1997        | Su-47                             | Rosja                                         |         | [ 277 ] |
| 11 grudnia 1997      | Bell 427                          | Stany Zjednoczone                             |         | [ 278 ] |
| 23 stycznia 1998     | AEA Explorer                      | Australia                                     |         | [ 279 ] |
| 28 lutego 1998       | Northrop Grumman RQ-4 Global Hawk | Stany Zjednoczone                             |         | [ 280 ] |
| 6 marca 1998         | Bell Eagle Eye                    | Stany Zjednoczone                             |         | [ 281 ] |
| 12 marca 1998        | NASA X-38                         | Stany Zjednoczone                             |         | [ 282 ] |
| 26 lipca 1998        | Scaled Composites Proteus         | Stany Zjednoczone                             |         | [ 283 ] |
| 2 września 1998      | Boeing 717                        | Stany Zjednoczone                             |         | [ 284 ] |
| 24 września 1998     | Be-200                            | ZSRR                                          |         | [ 285 ] |
| 10 listopada 1998    | NASA Centurion                    | Stany Zjednoczone                             |         | [ 286 ] |
| 22 grudnia 1998      | CASA C-295                        | Hiszpania                                     |         | [ 287 ] |
| 8 lutego 1999        | Tu-334                            | Rosja                                         |         | [ 288 ] |

## 2001–2010
| Data lotu            | Nazwa                                 | Kraj macierzysty         | Zdjęcie | Źródło/Uwagi                                                                        |
| -------------------- | ------------------------------------- | ------------------------ | ------- | ----------------------------------------------------------------------------------- |
| 4 stycznia 2001      | HAL Tejas                             | Indie                    |         | [ 289 ]                                                                             |
| 2 lutego 2001        | General Atomics MQ-9 Reaper           | Stany Zjednoczone        |         | [ 290 ]                                                                             |
| 21 lipca 2001        | XCOR EZ-Rocket                        | Stany Zjednoczone        |         | [ 291 ]                                                                             |
| 27 lipca 2001        | Suchoj Su-38                          | Rosja                    |         | [ 292 ]                                                                             |
| 15 stycznia 2002     | SoloTrek XFV                          | Stany Zjednoczone        |         | [ 293 ]                                                                             |
| 15 stycznia 2002     | Airbus A318                           | Unia Europejska          |         | [ 294 ]                                                                             |
| 19 lutego 2002       | Embraer 170                           | Brazylia                 |         | [ 295 ]                                                                             |
| 21 kwietnia 2002     | Irkut A-002                           | Rosja                    |         | [ 296 ]                                                                             |
| 26 kwietnia 2002     | Extra EA-500                          | Niemcy                   |         | [ 297 ]                                                                             |
| 22 maja 2002         | Zlín Z-400                            | Czechy                   |         | [ 298 ]                                                                             |
| 22 maja 2002         | Boeing X-45                           | Stany Zjednoczone        |         | [ 299 ]                                                                             |
| 1 lipca 2002         | Pilatus PC-21                         | Szwajcaria               |         | [ 300 ]                                                                             |
| 11 lipca 2002        | Adam A500                             | Stany Zjednoczone        |         | [ 301 ]                                                                             |
| 18 lipca 2002        | Boeing YAL-1 (Airborne Laser Testbed) | Stany Zjednoczone        |         | [ 302 ]                                                                             |
| 1 sierpnia 2002      | WhiteKnightOne                        | Stany Zjednoczone        |         | [ 303 ]                                                                             |
| 20 sierpnia 2002     | KAI T-50 Golden Eagle                 | Korea Południowa         |         | [ 304 ]                                                                             |
| 26 sierpnia 2002     | Eclipse 500                           | Stany Zjednoczone        |         | [ 305 ]                                                                             |
| 31 sierpnia 2002     | Bombardier Learjet 40                 | Kanada                   |         | [ 306 ]                                                                             |
| 9 grudnia 2002       | Diamond DA42                          | Stany Zjednoczone        |         | [ 307 ]                                                                             |
| 7 marca 2003         | AgustaWestland AW609                  | Wielka Brytania · Włochy |         | [ 308 ]                                                                             |
| 7 marca 2003         | HAL HJT-36 Sitara                     | Indie                    |         | [ 309 ]                                                                             |
| 20 maja 2003         | SpaceShipOne                          | Stany Zjednoczone        |         | Pierwszy samodzielny lot załogowy z napędem: 17 grudnia 2003 (pilot: Brian Binnie). |
| 28 lipca 2003        | Adam A700                             | Stany Zjednoczone        |         | [ 312 ]                                                                             |
| 7 lutego 2004        | Slick Aircraft Slick 360              | Południowa Afryka        |         | [ 313 ]                                                                             |
| 5 marca 2004         | Virgin Atlantic GlobalFlyer           | Stany Zjednoczone        |         | [ 314 ]                                                                             |
| 15 lipca 2004        | Aermacchi M-346                       | Włochy                   |         | Pilot: Olinto Cecconello                                                            |
| 20 lipca 2004        | Comp Air Jet                          | Stany Zjednoczone        |         | [ 316 ]                                                                             |
| 27 kwietnia 2005     | Airbus A380                           | Unia Europejska          |         | [ 317 ]                                                                             |
| 7 kwietnia 2006      | Boeing X-37                           | Stany Zjednoczone        |         | [ 318 ]                                                                             |
| 8 czerwca 2006       | Bell 417                              | Stany Zjednoczone        |         | [ 319 ]                                                                             |
| 9 sierpnia 2006      | BAE Skylynx II                        | Wielka Brytania          |         | [ 320 ]                                                                             |
| 15 sierpnia 2006     | Boeing EA-18G Growler                 | Stany Zjednoczone        |         | [ 321 ]                                                                             |
| 9 września 2006      | Boeing 747 Dreamlifter                | Stany Zjednoczone        |         | [ 322 ]                                                                             |
| 15 grudnia 2006      | Lockheed Martin F-35 Lightning II     | Stany Zjednoczone        |         | [ 323 ]                                                                             |
| 18 grudnia 2006      | Northrop Grumman MQ-8 Fire Scout      | Stany Zjednoczone        |         | [ 324 ]                                                                             |
| 27 lutego 2007       | Bell 429                              | Stany Zjednoczone        |         | [ 325 ]                                                                             |
| 14 kwietnia 2007     | Comp Air 12                           | Stany Zjednoczone        |         | [ 325 ]                                                                             |
| 28 czerwca 2007      | Rans S-19 Venterra                    | Stany Zjednoczone        |         | [ 326 ]                                                                             |
| 29 czerwca 2007      | Piasecki X-49                         | Stany Zjednoczone        |         | [ 327 ]                                                                             |
| 10 lipca 2007        | Epic Victory                          | Stany Zjednoczone        |         | [ 328 ]                                                                             |
| 20 lipca 2007        | Boeing X-48                           | Stany Zjednoczone        |         | [ 329 ]                                                                             |
| 26 lipca 2007        | Embraer Phenom 100                    | Brazylia                 |         | [ 330 ]                                                                             |
| 13 września 2007     | Tecnam P2006T                         | Włochy                   |         | [ 331 ]                                                                             |
| 28 września 2007     | Kawasaki P-1                          | Japonia                  |         | [ 332 ]                                                                             |
| 26 października 2007 | Embraer Lineage 1000                  | Brazylia                 |         | [ 333 ]                                                                             |
| 21 grudnia 2007      | OMA SUD Skycar                        | Włochy                   |         | [ 334 ]                                                                             |
| 19 maja 2008         | Suchoj Superjet 100                   | Rosja                    |         | [ 335 ]                                                                             |
| 18 grudnia 2008      | Sikorsky S-434                        | Stany Zjednoczone        |         | [ 336 ]                                                                             |
| 28 września 2009     | TAI/AgustaWestland T129 ATAK          | Włochy · Turcja          |         | [ 337 ]                                                                             |
| 25 listopada 2009    | Gulfstream G650                       | Stany Zjednoczone        |         | [ 338 ]                                                                             |
| 11 grudnia 2009      | Airbus A400M                          | Unia Europejska          |         | [ 339 ]                                                                             |
| 11 grudnia 2009      | Gulfstream G250                       | Stany Zjednoczone        |         | [ 340 ]                                                                             |
| 15 grudnia 2009      | Boeing 787                            | Stany Zjednoczone        |         | Załoga: Mike Carriker i Randy Neville                                               |
| 29 stycznia 2010     | Suchoj Su-57                          | Rosja                    |         | [ 342 ]                                                                             |
| 8 lutego 2010        | Boeing 747-8                          | Stany Zjednoczone        |         | Załoga: Mark Feuerstein i Tom Immrich                                               |

## od 2011
| Data lotu        | Nazwa                   | Kraj macierzysty         | Zdjęcie | Źródło/Uwagi                        |
| ---------------- | ----------------------- | ------------------------ | ------- | ----------------------------------- |
| 11 stycznia 2011 | Chengdu J-20            | Chiny                    |         | Pilot: Li Gang.                     |
| 10 maja 2012     | AgustaWestland AW169    | Wielka Brytania · Włochy |         | [ 346 ]                             |
| 14 czerwca 2013  | Airbus A350             | Unia Europejska          |         | [ 347 ]                             |
| 16 września 2013 | Bombardier CS           | Kanada                   |         | [ 348 ]                             |
| 26 lipca 2014    | AHRLAC                  | Południowa Afryka        |         | [ 349 ]                             |
| 25 września 2014 | Airbus A320neo          | Unia Europejska          |         | [ 350 ]                             |
| 3 lutego 2015    | Embraer KC-390          | Brazylia                 |         | [ 351 ]                             |
| 22 maja 2015     | Sikorsky S-97           | Stany Zjednoczone        |         | [ 352 ]                             |
| 13 czerwca 2015  | Airbus Helicopters H160 | Unia Europejska          |         | [ 353 ]                             |
| 29 stycznia 2016 | Boeing 737 MAX          | Stany Zjednoczone        |         | Załoga: Craig Bomben oraz Ed Wilson |
| 22 kwietnia 2016 | Mitsubishi X-2          | Japonia                  |         | [ 355 ]                             |
| 31 maja 2016     | HAL HTT-40              | Turcja                   |         | [ 356 ]                             |
| 6 września 2016  | HAL LUH                 | Turcja                   |         | [ 357 ]                             |